# (7231) Porco
(7231) Porco est un astéroïde de la ceinture principale.

## Description
(7231) Porco est un astéroïde de la ceinture principale. Il fut découvert par l'astronome américain Edward L. G. Bowell le 15 octobre 1985 à la station Anderson Mesa de l'observatoire Lowell. Il présente une orbite caractérisée par un demi-grand axe de 3,1684 UA, une excentricité de 0,0741 et une inclinaison de 9,4268° par rapport à l'écliptique.
Il fut nommé en hommage à la scientifique américaine Carolyn C. Porco, spécialiste des planètes à l'Université d'Arizona. En particulier, Carolyn Porco fut pionnière dans l'étude des systèmes d'anneaux planétaires.

## Compléments